# 吳凱威
吳凱威（Ng Hoi Wai Wilson，1975年10月31日），生於香港，現時擔任香港超級聯賽球隊傑志總經理。

## 生平
吳凱威生於香港，早於70年代的香港足球全盛期已開始入場，在1978年，只得3歲的他第一次到香港大球場觀看本地球賽，在眾多勁旅中最愛精工，及後支持快譯通，再之後轉為傑志，他於1997年畢業於澳洲西雪梨大學酒店管理學系，及後任職華潤物業有限公司客戶服務總監、The Executive Centre集團營運經理、裕景興業有限公司酒店經理及物業管理經理，適逢傑志於2013年招聘總經理，吳凱威便應徵此工作，在2013年10月24日獲傑志官方宣佈正式委任他為球隊總經理，他在亞洲賽事亦會以領隊身份帶隊出賽。儘管他非常熱愛足球。他也喜歡帶領傑志足球隊去其他國家比賽。

## 外部連結
- Transfermarkt